# Ewa Durska
Pour les articles homonymes, voir Ewa (prénom).
Ewa Durska, née le 27 février 1977 à Nowogard, est une athlète handisport polonaise concourant dans la catégorie F20 pour les personnes avec une déficience intellectuelle.

## Carrière
Triple championne olympique en titre, elle remporte l'or au lancer de poids F20 aux Jeux de Sydney en 2000 (12,69 m), aux Jeux de Londres en 2012 (13,80 m) et aux Jeux de Rio en 2016 (13,94 m). En 2016, après la compétition, elle met sa médaille d'or aux enchères pour payer le traitement anti-cancer de Victoria, une petite fille polonaise de neuf ans. Pour ça, elle reçoit le World Fair Play Diploma de l'International Fair Play Committee en 2017.
Ewa Durska remporte son premier titre mondial en 1998 avant d'être obligée de mettre une pause à sa carrière internationale en raison de la controverse liée à sa catégorie lors des Jeux paralympiques d'été de 2000. En effet, après une tricherie de l'équipe espagnole de basket-ball, toutes les catégories paralympiques réservées aux personnes ayant une déficience intellectuelle sont suspendues par le Comité international paralympique (IPC). Sa catégorie, intégrant les personnes ayant des déficiences intellectuelles est finalement réintégrée par l'IPC en 2009. Cette réintégration lui permet de se qualifier pour ses second Championnats du monde en 2011, où elle rafle son second titre mondial avec un jet à 13,47 m, treize ans après le premier. Sur les autres marches du podium se trouve l'Ukrainienne Svitlana Kudelya et la Portugaise Ines Fernandes. Elle conserve son titre mondial en 2013 à Lyon, en 2015 à Doha et en 2017 à Londres.
Pour son premier titre européen en 2016, elle améliore le record du monde du lancer de poids F20 avec un jet à 14,10 m, battant la Russe Antonina Baranova et la Portugaise Ines Fernandes.

## Palmarès
| Date | Compétition                      | Lieu           | Résultat | Discipline          | Performance |
| ---- | -------------------------------- | -------------- | -------- | ------------------- | ----------- |
| 1998 | Championnats du monde handisport | Birmingham     | 1re      | Lancer du poids F20 | 10,31 m     |
| 2000 | Jeux paralympiques               | Sydney         | 1re      | Lancer du poids F20 | 12,69 m     |
| 2011 | Championnats du monde handisport | Christchurch   | 1re      | Lancer du poids F20 | 13,47 m     |
| 2012 | Jeux paralympiques               | Londres        | 1re      | Lancer du poids F20 | 13,80 m     |
| 2013 | Championnats du monde handisport | Lyon           | 1re      | Lancer du poids F20 | 13,18 m     |
| 2015 | Championnats du monde handisport | Doha           | 1re      | Lancer du poids F20 | 13,92 m     |
| 2016 | Jeux paralympiques               | Rio de Janeiro | 1re      | Lancer du poids F20 | 13,94 m     |
| 2016 | Championnats d'Europe handisport | Grosseto       | 1re      | Lancer du poids F20 | 14,10 m     |
| 2017 | Championnats du monde handisport | Londres        | 1re      | Lancer du poids F20 | 13,18 m     |
| 2018 | Championnats d'Europe handisport | Berlin         | 2e       | Lancer du poids F20 | 12,92 m     |